# アンヘル・マトス
アンヘル・マトス（Ángel Valodia Matos Fuentes, 1976年12月24日 - ）は、キューバのテコンドー選手。オルギン出身。身長193cm、体重81kg。

## 経歴
2000年シドニーオリンピック男子80kg級で金メダルを獲得。2004年アテネオリンピックでは初戦敗退に終わった。
2008年北京オリンピックでは80kg超級に出場。初戦を3-1、準々決勝を2-1で勝ち上がるが、準決勝で車東旻（韓国）に0-1の僅差で破れ3位決定戦に回った。しかし、アルマン・チルマノフ（カザフスタン）との3位決定戦の試合中に左足の甲を負傷。治療時間を超過したとして失格となり、判定を不服としてスウェーデン人審判Chakir Chelbatの顔面を蹴り（審判は唇を縫う怪我を負った）、マトスとコーチのLeodis Gonzalezは世界テコンドー連盟から永久追放処分を受けた。
2018年、キューバの新聞Havana Timesのインタビューで、マトスは審判を蹴った行動を後悔していると表明し、少なくとも翌年の世界選手権まではテコンドーのキャリアを続けたかったと述べた。しかし、マトスは依然として試合に負けたのは審判の不当な判定によるものだと主張している。このインタビュー当時、マトスはハバナのジムでトレーナーとして働いていた。